# Chlorochaeta chalybeata
Chlorochaeta chalybeata är en fjärilsart som beskrevs av Moore 1867. Chlorochaeta chalybeata ingår i släktet Chlorochaeta och familjen mätare. Inga underarter finns listade i Catalogue of Life.